# Hans Kahlert
Hans Kahlert (* 16. Mai 1934 in Riga, Lettland; † 25. Oktober 2021 in Hamburg) war ein deutscher Schauspieler.

## Leben
Hans Kahlert wurde in der lettischen Hauptstadt Riga als Sohn eines Bilderrahmenfabrikanten geboren. Einer seiner Vorfahren war der Kunstglaser Adolf Kahlert, dessen Fenster noch heute den Rigaer Dom zieren.
Bedingt durch die Wirren des Zweiten Weltkrieges kam Kahlert 1945 über das Auffanglager Friedland zu Verwandten in der Nähe von Hannover. Ab 1955 nahm er ohne Wissen der Eltern privaten Schauspielunterricht und erhielt bei den Sommerspielen in Dinkelsbühl ein erstes Engagement in Nathan der Weise von Gotthold Ephraim Lessing. Weitere Stationen seiner Bühnenlaufbahn waren u. a. Recklinghausen, Hannover, Bad Godesberg und Hamburg, wo er an vielen renommierten Bühnen wie dem Deutschen Schauspielhaus, dem Theater im Zimmer oder dem Altonaer Theater zu sehen war.

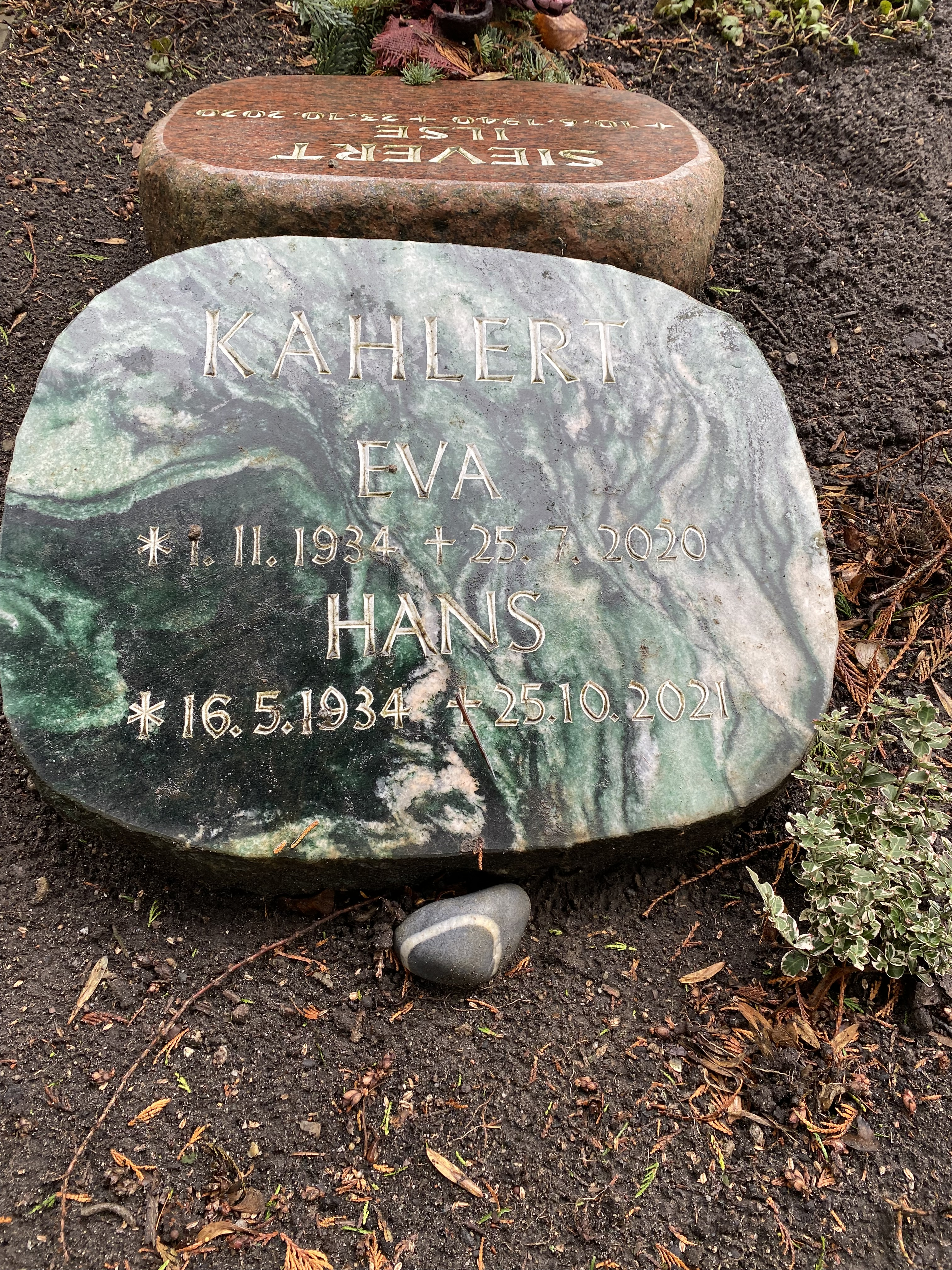
Grabstätte auf dem Neuen Friedhof Harburg

Daneben stand Hans Kahlert von 1983 bis 1995 bei den Karl-May-Festspielen in Elspe unter Vertrag, überwiegend in komischen Rollen wie dem Kantor Hampel oder Sir David Lindsay. Pierre Brice war es, der Kahlert dann 1999 zu den Karl-May-Festspielen nach Bad Segeberg holte.
Seit 1965 stand Hans Kahlert immer wieder vor der Kamera, so in mehreren Episoden der Reihe Tatort und im Großstadtrevier, wo er in sieben verschiedenen Folgen (und Rollen) zu sehen war. Einem breiten Publikum ist Kahlert auch in der Rolle des kauzigen, 106-jährigen „Onkel Krischan“ in der NDR-Kultserie Neues aus Büttenwarder bekannt geworden.
In Hörspielen war Hans Kahlert unter anderem als Pyradonis in Asterix und Kleopatra des Labels Europa zu erleben sowie als August im Hörspiel Kasper auf dem Weihnachtsmarkt.
Unter dem Titel Onkel Krischan – Der alte Mann und das Dorf widmete der Norddeutsche Rundfunk dem Schauspieler 2016 ein Porträt, das ihn rund um die Dreharbeiten zu Neues aus Büttenwarder zeigt. Hans Kahlert war verheiratet, hatte einen Sohn und lebte mit seiner Frau Eva (1934–2020), die er 1960 in Hannover kennen gelernt hatte, in Hamburg.
Hans Kahlert starb 2021 im Alter von 87 Jahren. Er wurde zu seiner Frau auf dem Neuen Friedhof Harburg im Hamburger Stadtteil Eißendorf beigesetzt.

## Filmografie (Auswahl)
- 1965: Ein Tag – Bericht aus einem deutschen Konzentrationslager 1939
- 1966: Corinne und der Seebär
- 1967: Bei uns daheim
- 1968: Bübchen
- 1968: Einer fehlt beim Kurkonzert
- 1969: Jacques Offenbach – Ein Lebensbild
- 1969: Die Reise nach Tilsit[5]
- 1970: Die Deutschlandreise
- 1970: Miss Molly Mill – Der hustende Prinz
- 1970: Faust auf eigene Faust
- 1971: Seine Majestät Gustav Krause
- 1971: Die Frau in Weiß
- 1971: Annemarie Lesser
- 1972: Im Auftrag von Madame – Walzer linksrum
- 1972: Auf den Spuren der Anarchisten
- 1972: Vier gegen das britische Pfund
- 1974: Tatort – Nachtfrost
- 1974: Tatort – Gift
- 1974: Hamburg Transit – Warum die Grete P. unterging
- 1974: Im Auftrag von Madame – Krimi-Fans
- 1974: Bismarck von hinten oder Wir schließen nie
- 1975: Comenius
- 1975: Hoftheater (2 Folgen)
- 1976: Wege ins Leben
- 1978: Eine Frau bleibt eine Frau
- 1979: Kläger und Beklagte – Nette Nachbarn
- 1981: Kudenow oder An fremden Wassern weinen
- 1981: Landluft
- 1982: Das blaue Bidet
- 1982: Tatort – Trimmel und Isolde
- 1985: Grand mit 3 Damen
- 1987: Der elegante Hund
- 1987: Diplomaten küsst man nicht
- 1988: Brennende Betten
- 1990: Die zukünftigen Glückseligkeiten
- 1991–2014: Großstadtrevier (acht Folgen)
- 1991: Tatort – Tod eines Mädchens
- 1992: Unsere Hagenbecks – Die Schlagzeile
- 1997: Die Oma ist tot
- 1999: Delta Team – Auftrag geheim! – Falsches Spiel
- 2005–2021: Neues aus Büttenwarder
- 2007: Theo, Agnes, Bibi und die anderen
- 2016: 1000 Mexikaner
- 2017: Die Konfirmation

## Hörspiele
- 1974: Kasper auf dem Weihnachtsmarkt als Kaspers Freund August
- 2009: Die drei ??? Kids Folge 7 – Gruft der Piraten als Old Baby Boy
- 2015: Die drei ??? Folge 174 – Das Tuch der Toten als Baxter, Biker
- 2015: Die drei ??? Folge 177 – Der Geist des Goldgräbers als Dusty Kirkpatrick
- 2017: Die drei ??? und die schwarze Katze (Neufassung) als Mr. Carson